# Circus Monti

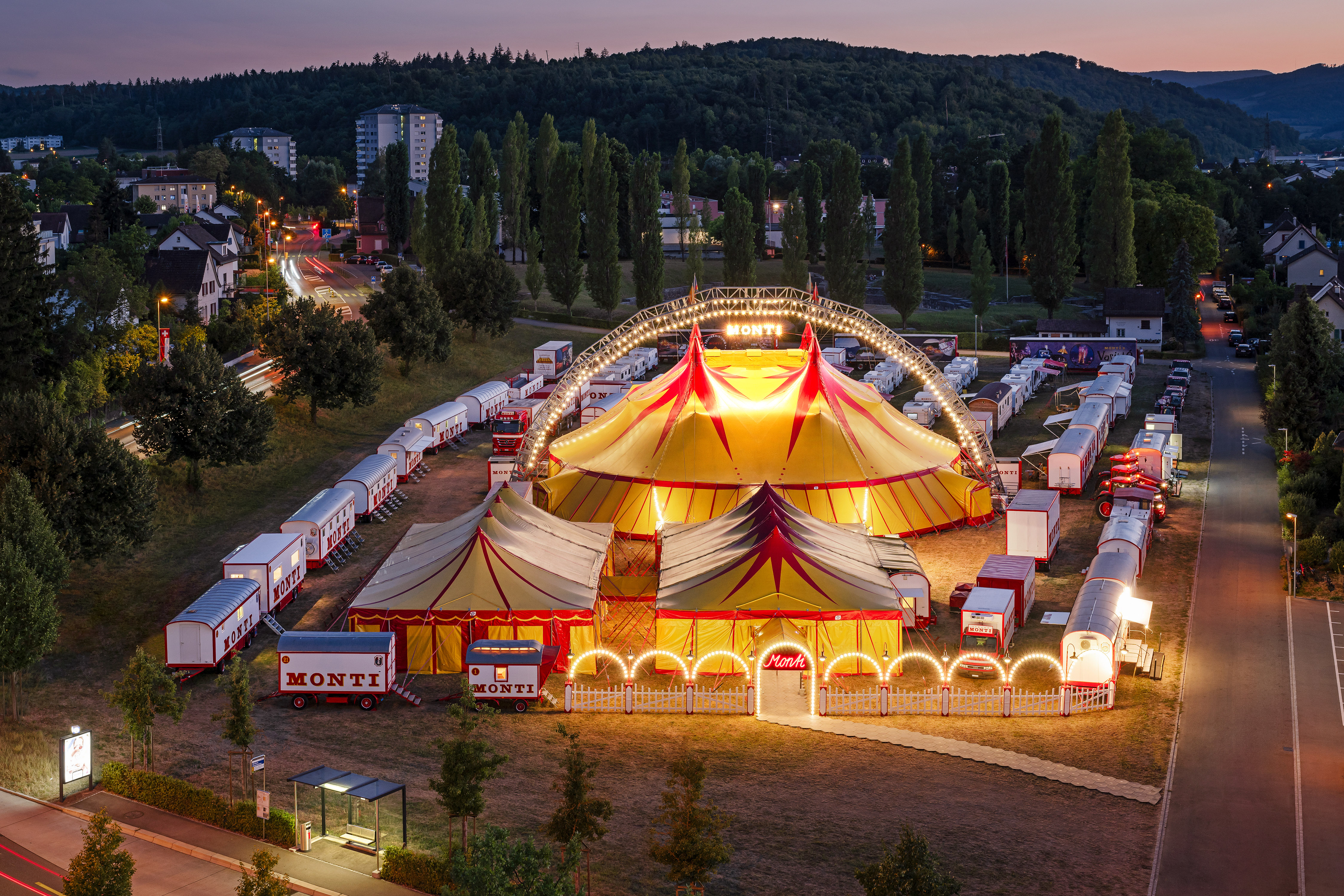
Circus Monti 2022 in Windisch (AG) aus der Vogelperspektive

Der Circus Monti ist ein Schweizer Zirkus im Besitz der Familie Muntwyler.

## Geschichte

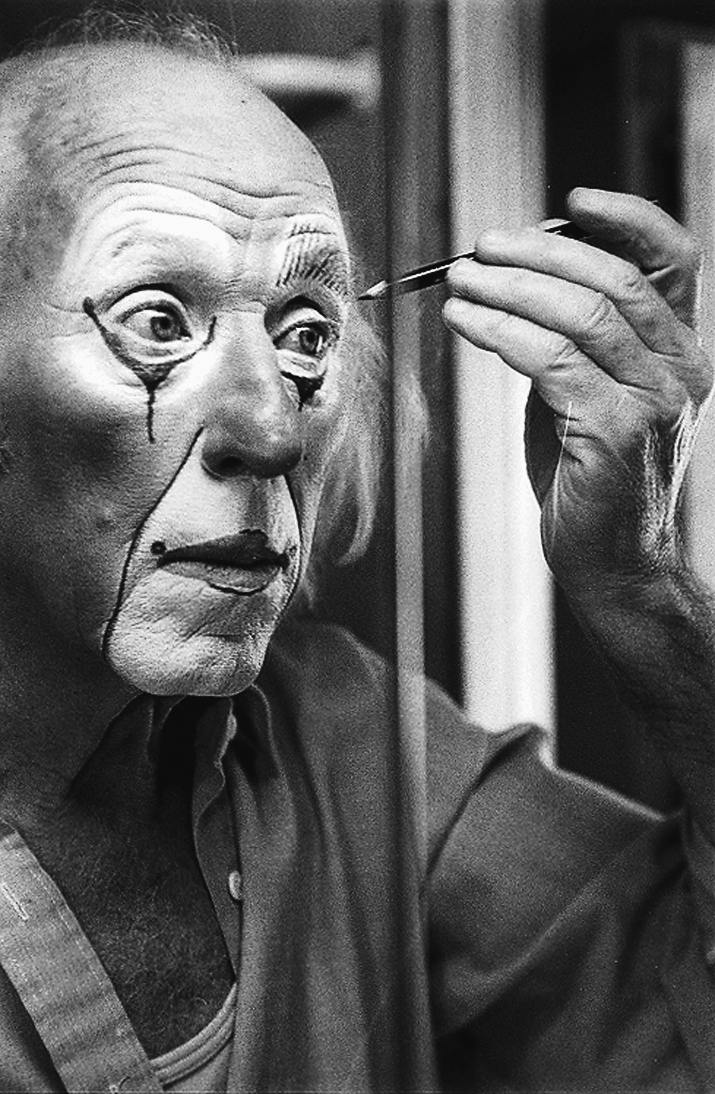
Guido Muntwyler – Gründer des Circus Monti

Die Anfänge des Circus Monti reichen zurück bis in die Kindheit von Guido „Monti“ Muntwyler (1932–1999). Schon als Kind liebte er Zirkus und vor allem Clowns über alles. Später organisierte er mit dem Clown Pello Kurse für Kinder. Pello war es, der ihm den Rat gab, mit seinen Söhnen ins Zirkusleben einzusteigen. Die Idee liess "Monti" nicht mehr los. 1984 beendete Guido Muntwyler seine Lehrtätigkeit.
Der 1984 als Familien-AG gegründete Zirkus trat erstmals am 12. März 1985 auf. Nach Guido Muntwylers Tod haben seine Frau Hildegard (1936–2019) wie auch die drei Söhne Johannes, Niklaus und Andreas Muntwyler den Zirkus fortgeführt, 2005 übernahm Johannes Muntwyler die Leitung. Niklaus Muntwyler arbeitet als Tierlehrer mit Pferden, Andreas Muntwyler als Artist und Seiltänzer. 
Johannes Muntwylers Söhne sind ebenfalls im Circus Monti aktiv: Tobias ist für den Bereich Zeltvermietung verantwortlich, Mario arbeitet in der Administration und als Jongleur und Nicola wirkt im Werkstattbereich.

## Tournée

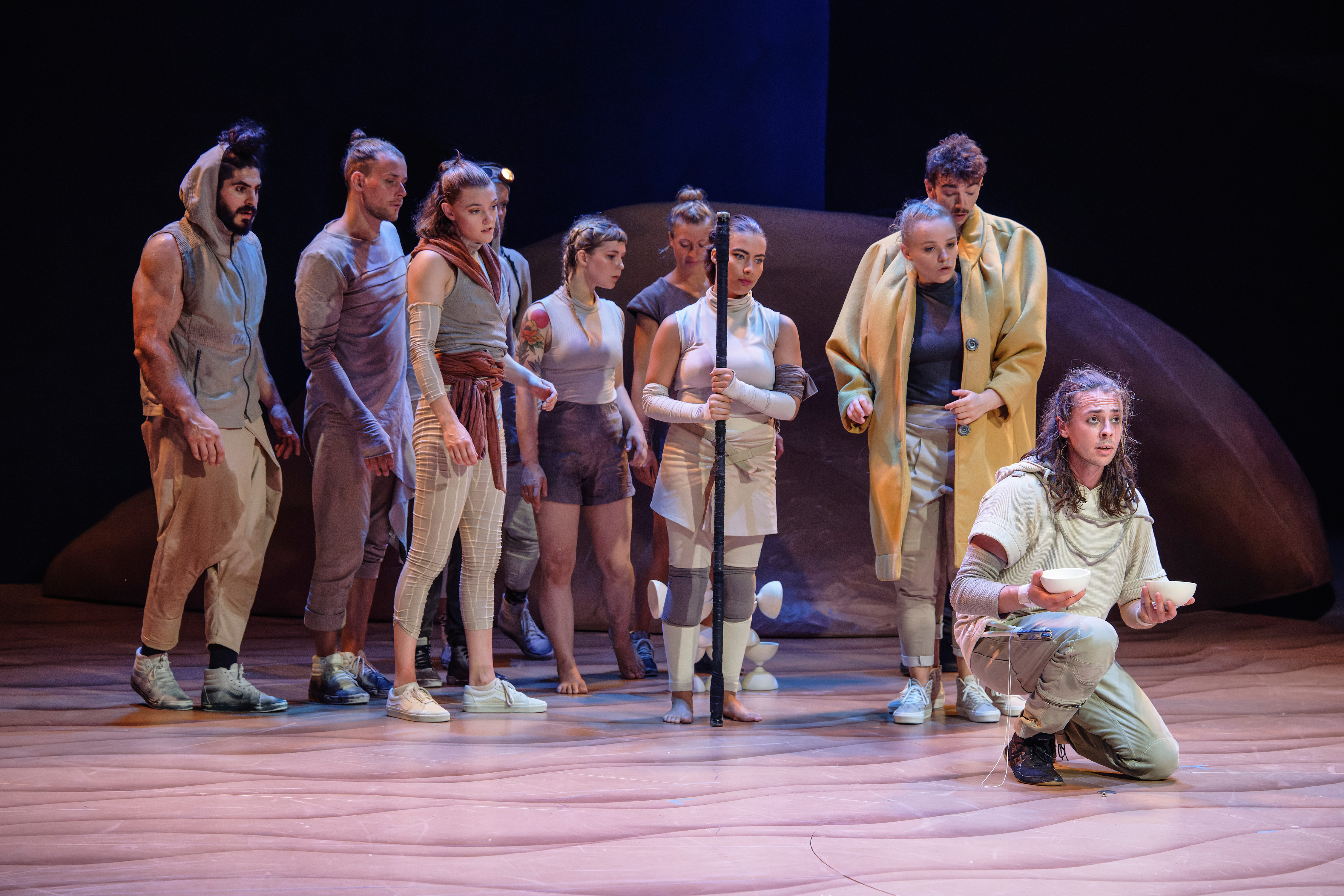
Monti Ensemble 2022 – Inszenierung «contre vents et marées»

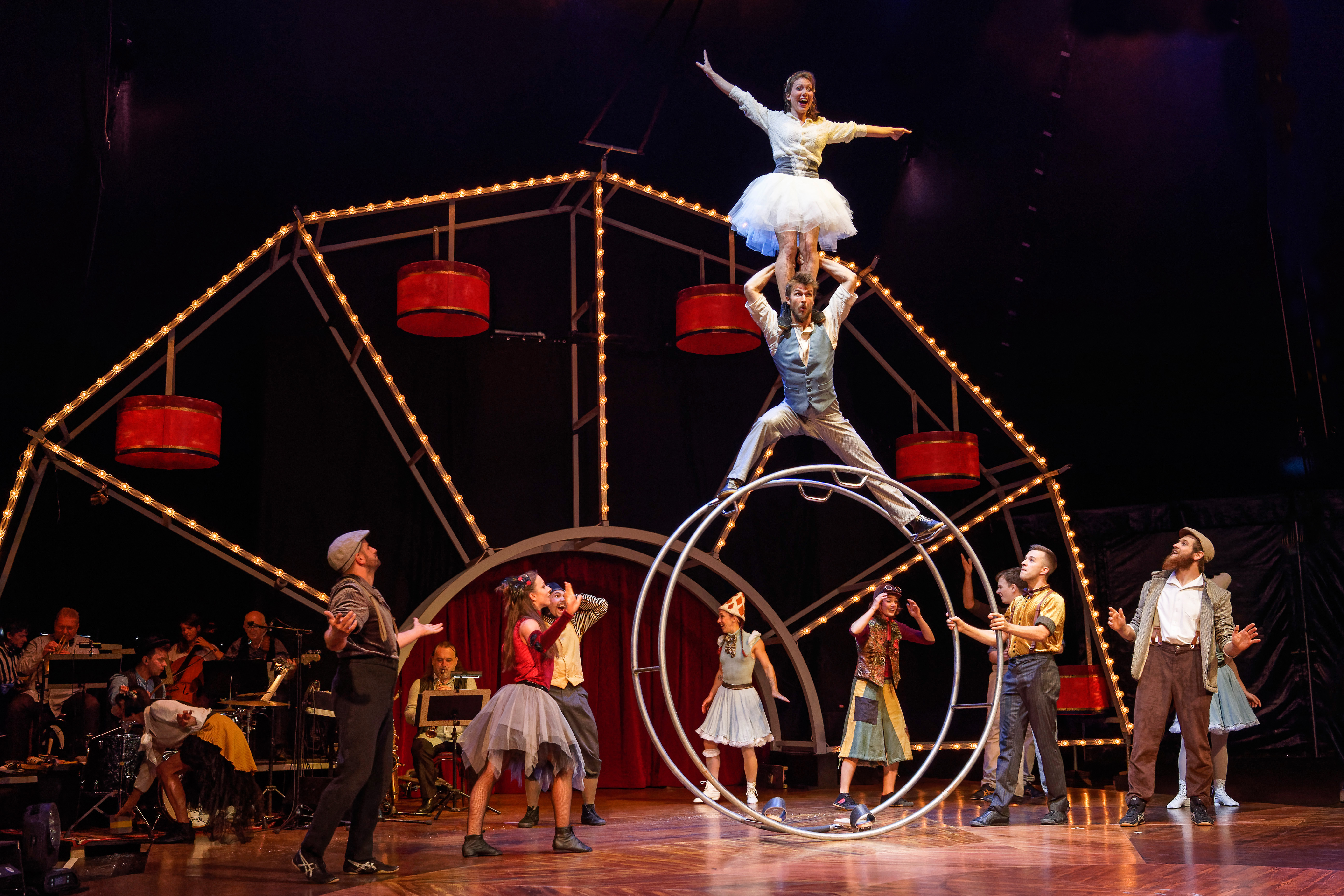
Circus Monti Cast 2019

Seit 2015 dauert die Tournée des Circus Monti vier Monate (August – November) und führt den Circus in rund 10 Städte der Deutschschweiz. Vorher hat die Tournée acht Monate gedauert und in rund 50 Gastspielorte geführt. Im Circus Monti arbeiten während der Tournée rund 60 Personen, davon sind rund 20 Personen Artisten und Musiker. Das Chapiteau bietet Platz für 750 Zuschauer.

### Programm
Über die Jahre hat der Zirkus einen Stil etabliert, der sich durch alle Produktionen zieht. Zum Konzept des Circus Monti gehört es, die einzelnen Nummern in eine Geschichte aus poetischer Mischung von Zirkus und Theater einzubetten. Die Gestaltung der Programme wird dabei jedes Jahr einem anderen Regisseur anvertraut. Ein erkennbarer Einfluss in der Regiearbeit findet sich darin, dass die meisten wechselnden Kreativen an der Accademia Teatro Dimitri (Hochschule für Bewegungstheater und Theaterkreation) einige Studienjahre verbracht haben.

### Tiere
Bis 2004 waren die Pferde von Niklaus Muntwyler ein fester Bestandteil der Monti-Programme. Der Circus Monti führte nie exotische Tiere mit sich. Stattdessen fanden sich in der Menagerie Haustiere wie Schweizer Ziegen, Esel, Schafe, Gänse, Enten, Hühner und Meerschweinchen. Seit der Saison 2011 werden im Circus Monti keine Tiere mehr gehalten.

## Monti's Variété

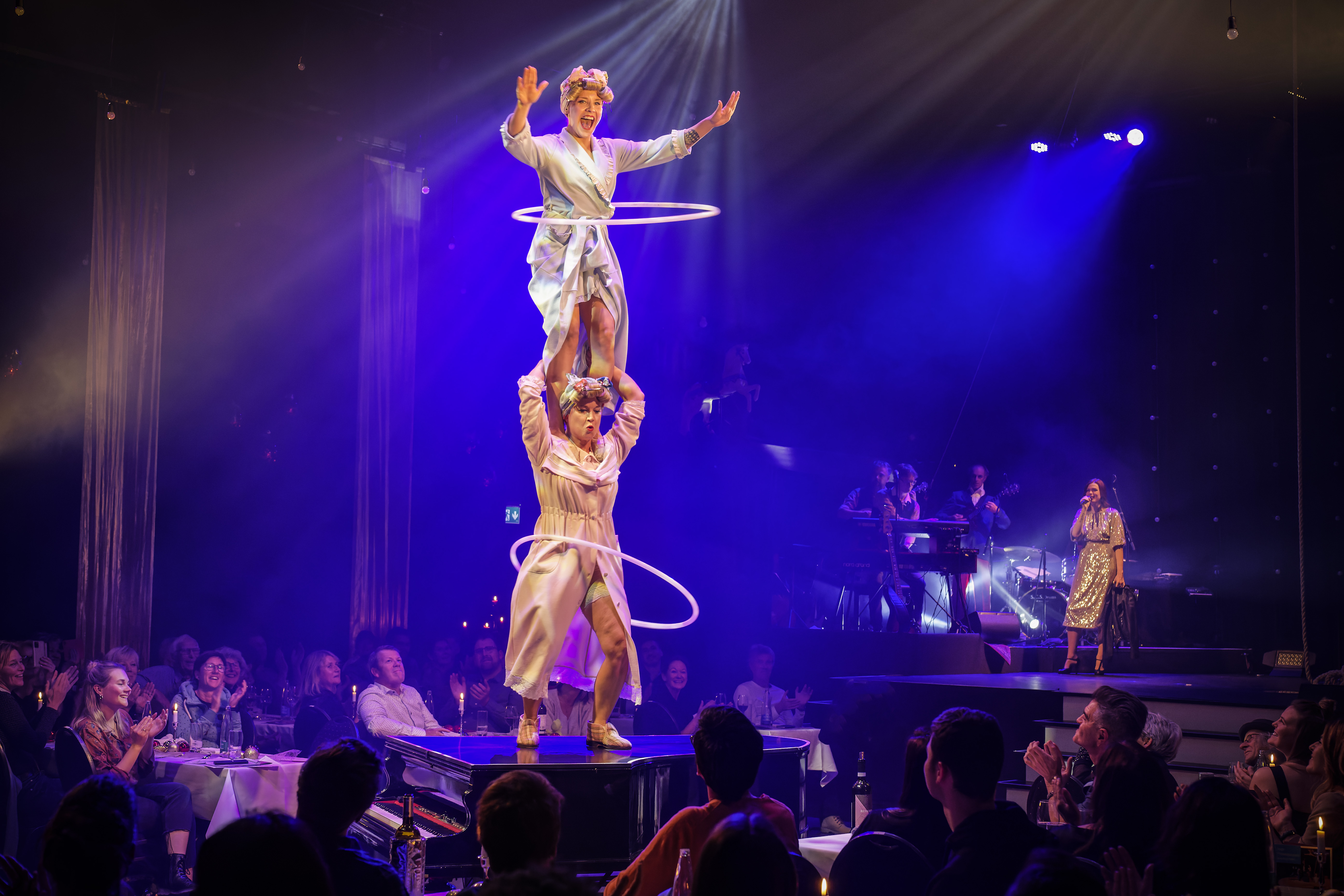
Impressionen Monti's Variété

Seit 2015 findet in Wohlen (AG) während den Wintermonaten (November/Dezember) – unabhängig von der Circustournée – Monti's Variété statt: eine Dinnershow mit Artistenensemble, Live-Band und 4-Gang-Dinner.

## Monti's Kulturtage
2021 wurden auf dem Monti-Areal in Wohlen (AG) zum ersten Mal Monti's Kulturtage durchgeführt. Seit 2023 findet diese Veranstaltungsreihe mit Festivalcharakter jährlich im Frühsommer an zwei Wochenenden statt. Dafür werden Kulturschaffende eingeladen, ihre aktuellen Programme zu zeigen.

## Zeltvermietung
Um sich breiter aufzustellen, kaufte der Circus Monti im Juni 2014 auf den 5. Januar 2015 die bisher in Märstetten (TG) domizilierte Zirkus und Zeltvermietung Alfredo Nock AG. Gegründet von Freddy Nocks Vater ist sie heute nach eigenen Angaben eine der grössten Zeltvermietungen Europas. Diese verfügt über mehr als 45 Zelte in verschiedenen Grössen und Formen sowie Tribünen. Die zum Teil langfristigen Lieferverträge, unter anderem mit dem Arosa Humor-Festival und Paléo Festival Nyon, wurden mit übernommen. Das Material lagert im Monti-Winterquartier in Wohlen.

## Winterquartier

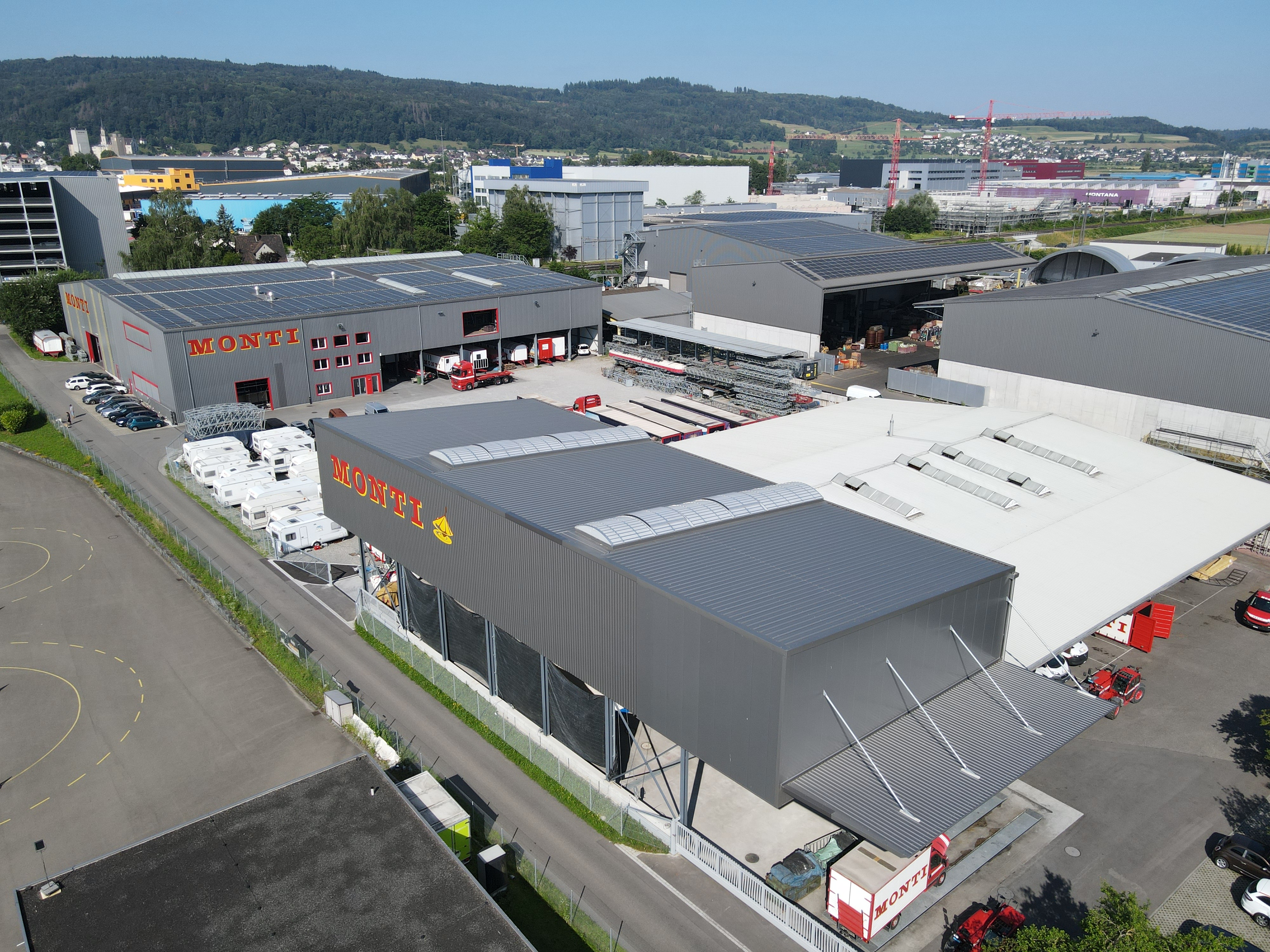
Circus Monti-Winterquartier in Wohlen 2024

Im Winterquartier in Wohlen (AG) werden die neuen Programm-Nummern erarbeitet, die dazu passenden Kostümreihen entworfen und neue Musikstücke komponiert. Das Winterquartier verfügt nebst dem Zirkusbüro über eine Trainingshalle, eine Übungsmanege, eine Werkstatt, einen Spritzraum wie auch Lagerräume und gedeckte Abstellplätze für die Zirkuswagen und die Zugmaschinen.
2014 ist das Winterquartier durch einen grossen Bau (Lagerflächen, gedeckte Abstellplätze, Trainingshalle) erweitert worden. 2023 folgt mit dem Bau einer Zeltwaschhalle eine zusätzliche Erweiterung.

## Auszeichnungen
Die Produktionen der Saisons 1998 und 2000 sind mit dem Prix Walo ausgezeichnet worden.
2013 hat der Circus Monti den Innovationspreis der KTV ATP (heute t. Theaterschaffen Schweiz) gewonnen. Eine weitere Auszeichnung folgte 2023: Das Bundesamt für Kultur (BAK) verlieh dem Circus Monti den Schweizer Preis Darstellende Künste.